# Breńsk
Breńsk (kaszub. Bréńsk) – wieś w Polsce położona w województwie pomorskim, w powiecie człuchowskim, w gminie Rzeczenica.
Miejscowość  położona przy drodze wojewódzkiej 202, stanowi sołectwo gminy Rzeczenica, w skład którego wchodzą także: Dzików, Gockowo, Łuszczyn, Przyrzecze i Zalesie.
W latach 1975–1998 miejscowość administracyjnie należała do województwa słupskiego.